# Rhagodessa judaica
Rhagodessa judaica är en spindeldjursart som först beskrevs av Kraepelin 1899.  Rhagodessa judaica ingår i släktet Rhagodessa och familjen Rhagodidae. Inga underarter finns listade i Catalogue of Life.